# Article 10 du traité sur l'Union européenne
 (décembre 2016).
Si vous disposez d'ouvrages ou d'articles de référence ou si vous connaissez des sites web de qualité traitant du thème abordé ici, merci de compléter l'article en donnant les références utiles à sa vérifiabilité et en les liant à la section « Notes et références ».
L’article 10 du traité sur l'Union européenne fait partie du Titre II : « Dispositions relatives aux principes démocratiques ».

## Disposition
L'article 10 dispose :

« 1. Le fonctionnement de l'Union est fondé sur la démocratie représentative.
2. Les citoyens sont directement représentés, au niveau de l'Union, au Parlement européen. Les États membres sont représentés au Conseil  européen par leur chef d'État ou degouvernement et au Conseil par leurs gouvernements, eux-mêmesdémocratiquement responsables, soit devant leurs parlements nationaux, soitdevant leurs citoyens.
3. Tout citoyen a le droit de participer à la vie démocratique de l'Union. Les décisions sont prises aussi ouvertement et aussi près que possible des citoyens.
4. Les partis politiques au niveau européen contribuent à la formation de la conscience politique européenne et à l'expression de la volonté des citoyens de l'Union. »